# Гамбузія золота
Гамбузія золота (Gambusia aurata) — вид прісноводних живородних коропозубоподібних риб родини Пецилієвих (Poeciliidae).

## Поширення
Вид є ендеміком Мексики.

## Опис
Дрібна рибка, 2,5 см завдовжки. Тіло жовтувате. На плавцях і по тілу розкидані численні темні точки. Спинний і хвостовий плавці з чорною облямівкою. Очі блакитні.

## Спосіб життя
Мешкає у повільно текучих і стоячих водоймах, що багаті рослинністю, або на мілководді. Живородний вид. Вагітність триває 28 днів. Самиця народжує 10-20 молодих.